# Верхняя Троица

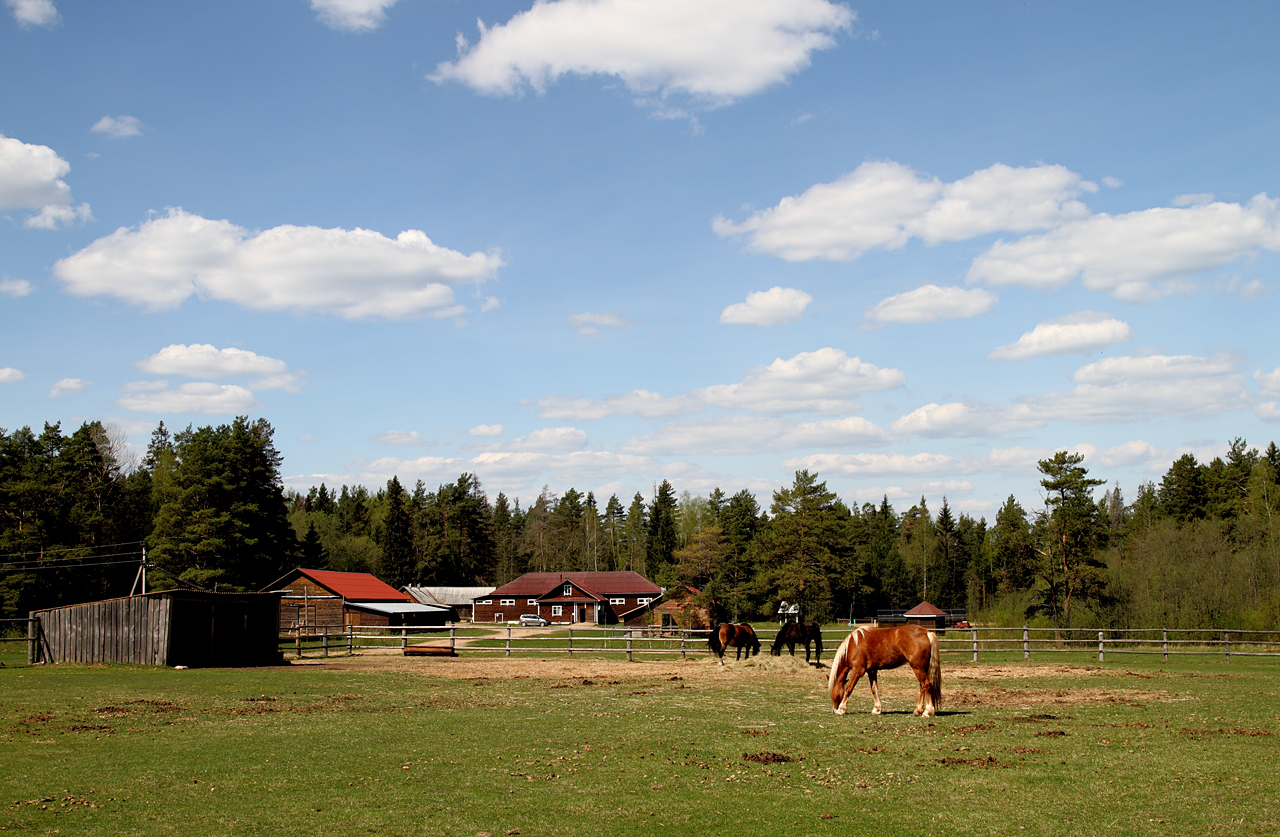
База отдыха возле Верхней Троицы

Ве́рхняя Тро́ица — деревня в Кашинском районе Тверской области. Центр Верхнетроицкого сельского поселения.
Население по переписи 2002 года — 775 человек, 344 мужчины, 431 женщина.

## Расположение
Расположена в 30 километрах к западу от районного центра город Кашин, в 85 км (по прямой) к северо-востоку от Твери. В одном километре на восток от деревни — деревня Тетьково с домом отдыха Тетьково.
В деревне — мост через Медведицу на автодороге «Кушалино— Горицы— Кашин— Калязин».
Деревня находится на берегу реки Медведица. Берега реки Медведицы невысокие, с покосами сена. Вокруг — сосновые леса. 

## История деревни
Во второй половине XIX веке деревня относилась к Яковлевской волости Корчевского уезда Тверской губернии. В 1859 году — 26 дворов, 214 жителей. Рядом находилась усадьба Тетьково, принадлежавшая помещикам Мордухай-Болтовским.
В начале XX века родную деревню иногда посещал местный уроженец, профессиональный революционер, большевик, Михаил Иванович Калинин:

Осенью 1912 года в деревню нагрянули полицейские. Они пришли произвести обыск по приказу Его Величества. Крестьяне запутали полицейских, и те сначала оцепили избу Василия Бычкова, а потом дошли и до избы Калининых. Однако Михаил Иванович успел проводить подпольщиков из дальних деревень, а типографские листовки спрятал в самоваре, за которым спокойно пил чай во время обыска. Полицейские посмели обыскать все комнаты, перерыли весь дом — но всё-таки уехали с пустыми руками.— Шишов, А. Ф. Рассказы о М. И. Калинине. — М.: Молодая гвардия, 1963. стр.90
После Великой Октябрьской социалистической революции в деревне работал Верхне-Троицкий колхоз, председателем которого был Василий Фёдорович Тарасов.
В деревне Верхняя Троица была четырёхклассная школа, где работал учитель Николай Андреевич Страхов.
Небольшое школьное здание не позволяло продлевать обучение до пятого класса, учить детей ремёслам. В школе не было библиотеки. Весной 1931 года Михаил Иванович Калинин принял решение строить новую, большую школу.
Новая десятилетняя школа была выстроена с весны 1933 по осень 1935 года в сосновом бору деревни Посады.

## Население
| 2010 |
| ---- |
| 697  |

## Известные уроженцы
В 1875 году в деревне Верхняя Троица родился Михаил Иванович Калинин, всесоюзный староста СССР (Председатель Президиума ЦИК СССР, Председатель Президиума Верховного Совета СССР 1922—1946). Здесь жила его мать Мария Васильевна Калинина.

## Достопримечательности
- Мемориальный дом-музей М. И. Калинина, филиал Тверского государственного объединенного музея.  Архивная копия от 29 марта 2013 на Wayback Machine